# Audi A3
Audi A3 er en lille mellemklassebil fra Audi, som er blevet produceret siden 1996. Den deler den tekniske basis med sine koncernsøskende Volkswagen Golf, SEAT León og Škoda Octavia.

## Overblik over de enkelte byggeserier
- Audi A3 8L
1996–2003
- Audi A3 8P
2003–2012
- Audi A3 8V
2012−2020
- Audi A3 8Y
2020−